# Poli Marichal
Poli Marichal (Ponce, Puerto Rico, 1 de febrero de 1956) es una artista puertorriqueña residente en Los Ángeles, California. Su trabajo artístico se centra en a la ilustración, la pintura y el cine . Sus obras han explorado principalmente las preocupaciones sociales, políticas y ambientales, y la introspección y las emociones. Es reconocida por ser una de las primeras cineastas experimentales en Puerto Rico. Marichal también ha impartido clases de grabado en la ciudad de Nueva York y California . Algunos de sus premios incluyen la beca Rockefeller Media Arts Fellowship y una New Works Grant del Massachusetts Council for the Arts.

## Educación
Hija del pintor canario Carlos Marichal, Poli Marichal completó un intercambio de dos años en la Escuela Massana de Barcelona (1976) y recibió una Licenciatura en Arte con mención en Grabado de la Escuela de Artes Plásticas en San Juan, Puerto Rico (1978). También obtuvo una Maestría en Arte del Colegio de Arte y Diseño de Massachusetts (1982).

## Filmografía parcial
- Underwater Blues (1981), " Película animada Super 8 rayada y pintada a mano que examina las contradicciones de la psicopatología de la colonización ".[2]
- Al Rojo Vivo (1982), “Esta obra recrea el espíritu de la frustración y es el resultado de rayar y pintar el diminuto marco super 8 mm sin aumentos. La banda sonora se realizó con un instrumento de percusión y voz." [3]
- Guernica (1982), "Película experimental en Super 8 con marionetas animadas en 3-D basadas en los personajes de la pintura de Picasso ".[4]
- Blues Tropical (1983), "Primera parte de la Trilogía de la Isla en la que Poli Marichal expresa y da rienda suelta a la ira y frustración que le provoca la situación colonial".[5]
- Isla Postal (1984), "Película Super 8 rayada y pintada a mano que medita sobre el estatus político de Puerto Rico a través de la superposición de música tradicional de bomba y discursos gubernamentales".
- Coffee Break (1987), "Película experimental que incorpora una variedad de materiales, tinta, lápices de colores, acuarelas y grafito, para narrar la historia de una mujer que se transforma en gato mientras bebe la célebre bebida de la isla, el café. ." [6]
- Los espejísmos de Mandrágora Luna (1987).[7]
- Son Africaribeño (1995).

## Colecciones públicas
- Museo de Arte del Condado de Los Ángeles, Los Ángeles, California
- Museo Smithsonian de Arte Americano[8]
- Museo de Bellas Artes Mexicanas, Chicago, Illinois
- Casa de las Américas, La Habana, Cuba
- Instituto de Cultura Puertorriqueña, San Juan, Puerto Rico
- Museo de Arte de Puerto Rico[9]
- Museo de Antropología, Historia y Arte de la Universidad de Puerto Rico, Puerto Rico
- Instituto de Estudios Latinos Universidad de Notre Dame, Indiana
- Galería Sin Fronteras, Austin, Texas
- La colección latinoamericana de Benson en la Universidad de Texas en Austin, Texas
- El Centro de Estudios Puertorriqueños de Hunter College, Nueva York
- Biblioteca Donald C. Davidson de la Universidad de Santa Bárbara
- Museo de Arte Vincent Price, California
- Museo de Arte Laguna, Museo de Arte del Condado de Orange, California
- Museo Huntington, Universidad de Texas, Austin, Texas
- Colección Reyes-Veray, San Juan, Puerto Rico